# Prezident Albánie

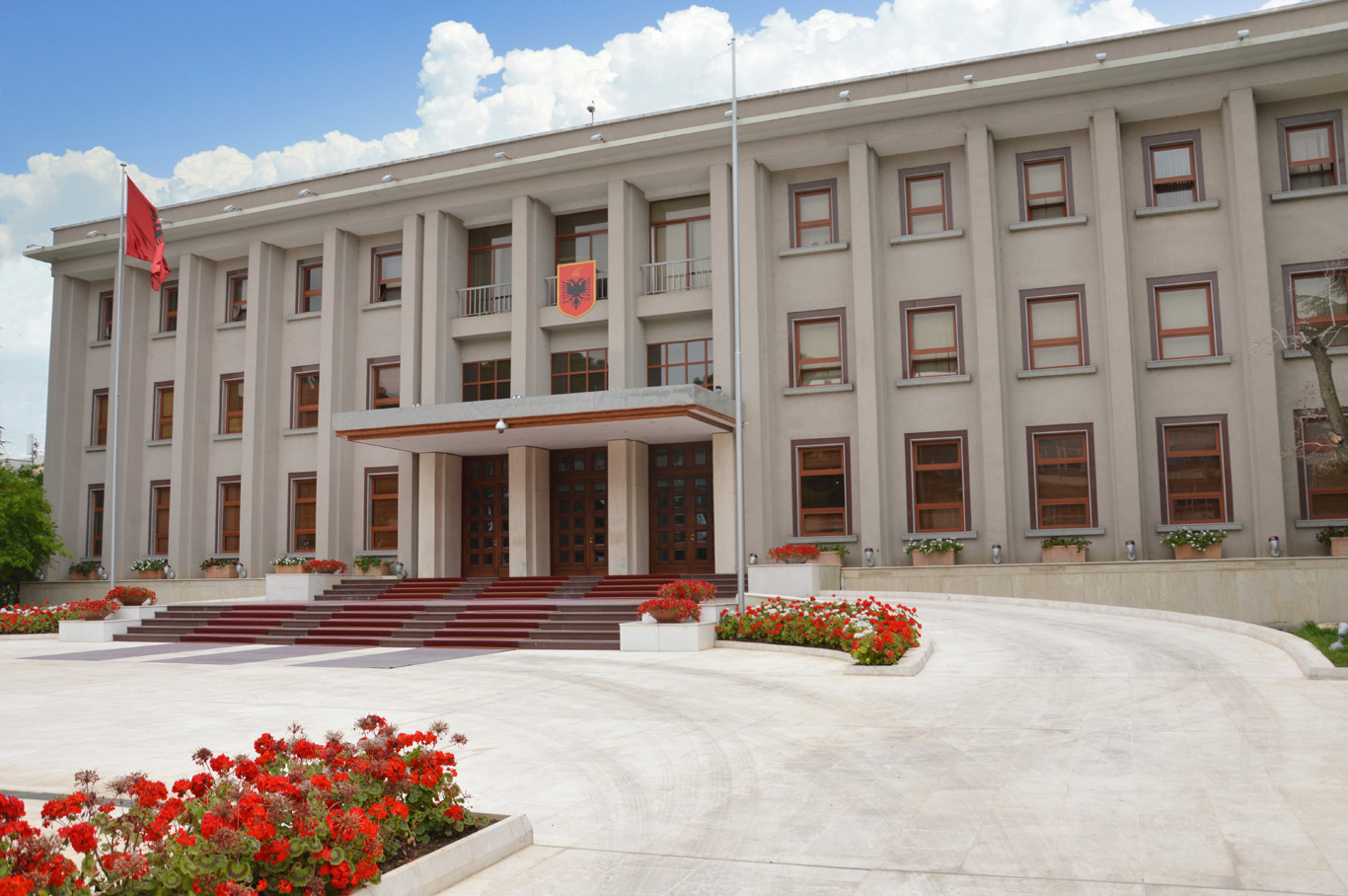
Prezidentský palác v Tiraně

Prezident Albánské republiky (albánsky: Presidenti i Republikës së Shqipërisë) je hlavou státu Albánie.

## Pravomoci
Prezident má pravomoc stanovit datum voleb do parlamentu, jakož i referenda. Má právo udělovat milosti a vyznamenání. Je rovněž vrchním velitelem albánských ozbrojených sil a jmenuje náčelníka generálního štábu. Uděluje albánské občanství a může ho i odejmout. Jmenuje a odvolává velvyslance. Podepisuje mezinárodní smlouvy, na návrh předsedy vlády jmenuje ředitele odboru národní bezpečnosti, jmenuje rektory vysokých škol na návrh zástupců jejich rad. Může písemně požádat ředitele státních institucí o stanoviska a informace.
V případě neschopnosti vykonávat své povinnosti přebírá jeho pravomoci a povinnosti předseda parlamentu, a to až do doby, než se prezident těchto pravomocí a povinností znovu ujme nebo než bude zvolen nový prezident.

## Kancelář
Kancelář prezidenta (albánsky: Presidenca) se skládá ze státního personálu a podpůrného personálu, který je podřízen jen prezidentovi. Kancelář sídlí v Prezidentském paláci (Pallati prepresidentencial) v hlavním městě Tiraně, který kdysi nechal postavit král Zog I. podle návrhu italského architekta Gherarda Bosia. Dokončen byl v roce 1941. Manželka prezidenta je uznávána jako první dáma, ale nemá žádnou oficiální roli v prezidentském úřadu. Často hraje protokolární roli během oficiálních návštěv.

## Volba
Prezident je volen v tajném hlasování a bez rozpravy albánským parlamentem třípětinovou většinou všech svých členů a je volen na dobu 5 let. Není-li v prvním kole hlasování dosaženo požadované většiny, koná se do sedmi dnů druhé kolo. Pokud ani poté není dosaženo většiny, musí se třetí kolo konat v další lhůtě sedmi dnů. V případě potřeby se musí do sedmi dnů konat další dvě kola, přičemž většina potřebná k vítězství se sníží na absolutní většinu 50 % + 1 hlas z celkového počtu poslanců. V pátém kole zůstávají pouze dva nejlepší kandidáti ze čtvrtého kola. Pokud po pěti kolech hlasování nezíská žádný kandidát potřebnou většinu stanovenou pro každé kolo hlasování, bude parlament rozpuštěn a volby se musí konat do 45 dnů. Dramatická volba do pozdních kol není výjimkou, v 4. kole byli zvoleni například Bamir Topi, Bujar Nishani nebo Ilir Meta.
Albánská ústava stanoví omezení na maximálně dvě funkční období. Nově zvolený prezident je povinen složit přísahu před členy albánského parlamentu. Přísaha zmiňuje Boha (Zoti - Pán, nikoli Alláha - Allahun). Její plné znění zní "Přísahám, že budu dodržovat ústavu a zákony země, že budu respektovat práva a svobody občanů, chránit nezávislost Albánské republiky a budu sloužit obecnému zájmu a pokroku albánského lidu. K tomu mi dopomáhej Bůh!". Podle článku 89 albánské ústavy jsou pro výkon prezidentského úřadu stanoveny následující podmínky: být občanem Albánské republiky narozeným v Albánské republice, být starší čtyřiceti let a mít trvalý pobyt v Albánské republice po dobu nejméně deseti let.

## Historie
Albánie zažila různé modely vládnutí, včetně mezinárodního protektorátu, monarchie, režimu státní strany apod., takže funkce prezidenta nemá hlubokou tradici. Za prvního a na dlouhou dobu posledního skutečného prezidenta lze považovat Ahmeta Zogu, který stál v čele republiky v letech 1925 až 1928. Pak však republika znovu zanikla a funkce byla obnovena až 30. dubna 1991. Prvním prezidentem novodobé republiky se stal Ramiz Alia.